# Neukiefervögel
Die Neukiefervögel (Neognathae) bilden eine der beiden  Unterklassen der Vögel und umfassen mit etwa 9000 Arten den überwiegenden Anteil der Vogelvielfalt, darunter die Sperlingsvögel (Passeriformes) mit über 6500 Arten.
- Die vollständige Liste der Ordnungen und Familien in der Systematik der Vögel.

Das bedeutendste Merkmal, das sie von den Urkiefervögeln (Palaeognathae) unterscheidet, ist die Gaumenstruktur: Neukiefervögeln fehlt die Versteifung des sogenannten „Pterygoid-Palatinum-Komplexes“ (PPC), einer Knochenkonfiguration, die aus Flügelbein (Pterygoid), Gaumenbein (Palatinum) und Pflugscharbein (Vomer) besteht. Anders als bei den Palaeognathae gibt es darüber hinaus aber kein besonders herausragendes Charakteristikum: So gibt es innerhalb der Neukiefervögel neben fliegenden Vögeln auch nicht-fliegende Vögel wie zum Beispiel die Pinguine, den zu den Papageien zählenden Kakapo oder den in seiner eigenen Familie stehenden Kagu. Der größte Neukiefervogel ist der Andenkondor mit einer Länge von bis zu 1,30 Metern und einer Flügelspannweite von bis zu 3,20 Metern.
Der Ursprung der modernen Vögel reicht bis in die Kreidezeit zurück. Im März 2020 beschrieben belgische Wissenschaftler einen taubengroßen 66,7 Millionen Jahre alten fossilen Vogel (Asteriornis maastrichtensis), der Merkmale von Gänsen und Hühnern zeigt.

## Belege
1. ↑  Field, Daniel J.; Benito, Juan; Chen, Albert; Jagt, John W. M.; Ksepka, Daniel T. (18 March 2020). Late Cretaceous neornithine from Europe illuminates the origins of crown birds. Nature. 579 (7799): 397–401. doi:10.1038/s41586-020-2096-0. ISSN 1476-4687.